# Anfangs-Gründe des Generalbasses
Das Unterrichtswerk Anfangs-Gründe des Generalbasses ist ein musiktheoretisches Werk des Bachschülers Lorenz Christoph Mizler (1711–1778), welches 1739 in Leipzig veröffentlicht wurde.
Der vollständige Titel lautet Anfangs-Gründe des Generalbasses nach mathematischer Lehr-Art abgehandelt, und vermittelst einer hierzu erfundenen Maschine auf das deutlichste vorgetragen von Lorenz Mizlern.

## Bedeutung
Mizlers Werk fällt hinsichtlich des Titels und der inhaltlichen Gestaltung aus dem Rahmen der zeitgenössischen Generalbassschulen. Der von dem Musiktheoretiker und Philosophen bewusst gewählte Sonderweg hat ihm viel Kritik eingebracht. Diese lief ins Leere, denn keiner seiner Kritiker unterzog sich der Mühe, Mizlers methodischen Ansatz nachzuvollziehen. 
Insbesondere die mit dem Lehrwerk erhältliche „Maschine“ erzeugte misstrauische Reaktionen. Johann Adolph Scheibe spottete über diese „Wundermaschine“, die nicht nur vermeintlich in der Lage sei, Kompositionen hörend „auf die Probe zu stellen, ob sie gut, oder schlecht sind“, sondern vorgeblich auch eine „deutliche Kenntnis und Wissenschaft von allen Compositionsregeln und von allen übrigen Schönheiten der Musik“ vermittle. Man könne mit der Hilfe dieses Gerätes auch eine „deutliche Kenntnis und Wissenschaft von allen Compositionsregeln und von allen übrigen Schönheiten der Musik erhalten“.
Die Polemik Scheibes entpuppt sich als entbehrlich, wenn man ein vom Erfinder dieser Maschine verfasstes Gedicht zur Kenntnis nimmt, denn Lorenz Christoph Mizler schreibt, der menschliche Geist sei überfordert, „dieses Spiel, Die Tone“ ganz zu verstehen. Der Mensch könne das damit verbundene göttliche Geheimnis auf rationalem Weg nicht erfassen. Mizler wollte also keinesfalls die Musik auf mechanisch-maschinelle Abläufe reduzieren. Die nach Mathematischer Lehr-Art konzipierte Generalbass-Maschine war – mit wesentlich bescheidenerem Anspruch – lediglich für die Anfängerübungen der Oktavregel gedacht, des "mechanischen Theiles aus der musikalischen Setzkunst", wie Friedrich Wilhelm Marpurg die übersichtlichen und leicht zu systematisierenden Lernbereiche bezeichnete. Auch der Begriff „Maschine“ führt heute zu anderen Assoziationen als im 18. Jahrhundert, handelte es sich doch bei diesem Gerät lediglich um eine Art musikalischer Rechenschieber, der beispielsweise den Generalbass-Signaturen die Töne über einem konkreten Basston zuordnete. Stand beispielsweise unter einem Basston C eine 4, so gab die Maschine den Ton f an. Dies muss in gewisser Weise als banal betrachtet werden, aber Mizler war es bei Anwendung der Mathematischen Lehr-Art wichtig, zu demonstrieren, dass das System des Generalbasses in derartig hohem Grade nachvollziehbar ist, dass sogar die Mechanik einer „Hardware“ die Vorgänge wie bei mathematischen Operationen einer Rechenmaschine im Stile von Gottfried Wilhelm Leibniz nachahmen kann.
Umso mehr musste es dann möglich sein, die pädagogische Unterweisung so anzulegen, dass der Unterrichtsstoff lückenlos nachvollziehbar wird. Bei Anwendung dieser strengen Methode bemerkte Mizler Signaturen, die ihm nicht eindeutig genug erschienen. Auch war das Verbot von Parallelführungen von vollkommenen Konsonanzen aus seiner Sicht pädagogisch nicht zu vermitteln, denn man sei „noch nicht so weit gekommen“ (S. 75), eine Begründung für diese musiktheoretische Regel vorzulegen.

## Aufbau
Die Schrift beginnt mit einer Definition des Generalbasses, aus der hervorgeht, dass die sofortige klangliche Umsetzung an einem „tauglichen musikalischen Instrument“ (z. B. an einem Tasteninstrument) im Mittelpunkt dieser praxisorientierten Lehre steht.
Aufgrund seiner Selbstverpflichtung, sämtliche in seinem Unterrichtskonzept erscheinenden Begriffe gründlich und in systematischer Ordnung zu erklären, folgen weitschweifige Ausführungen zur Allgemeinen Musiklehre, in der der Autor wiederholt Bezug auf die 
Wolffische Philosophie nimmt. Mizlers Generalbass-Schrift besteht aus insgesamt 224 Paragraphen, die gemäß den Prinzipien der Mathematischen Lehr-Art jeweils mit einer Überschrift versehen sind, aus der die jeweilige, auf die Sprache bezogene Satzkategorie des nachfolgenden Paragraphen hervorgeht.
Zunächst widmet er sich den elementaren Begriffen (§ 1–44). Nach der Intervall- und Dreiklangslehre (§ 45–85) werden die Tonleitern (§ 86–110) vorgestellt. Nach seinen weiteren Ausführungen zur Allgemeinen Musiklehre (§111–166) empfahl Mizler das Studium der Tonleitern in allen Tonarten (§ 167–174). Ab § 175 gibt es erste Erläuterungen zur akkordischen Gestaltung, die sich aber zunächst auf Übungen zu Einzelakkorden beschränken. Ab § 186 kommt Mizler dann zum eigentlichen Ziel der Schrift, der Darstellung der Oktavregel. Diese soll in Form von zahlreichen Übungen am Instrument systematisch in allen Lagen und Tonarten trainiert werden. Mizlers Darstellungen enthalten auch Hinweise zur Ausweichung und zur Verwendung von Vorhaltsdissonanzen. Die Schrift schließt mit einem kleinen, nicht ausgesetzten Notenbeispiel eines Generalbasses ab, welches die praktische Anwendbarkeit zeigen soll. Bezeichnenderweise steht diese Notendarstellung etwas isoliert in einem Gesamttext, in dem Noten fast durchweg fehlen. Offensichtlich wollte Mizler damit dem Konzept von gründlichen Erläuterungen auf der Basis von sprachlich nachvollziehbaren Texten treu bleiben.